# Городское поселение город Сергач
Город Сергач — муниципальное образование (городское поселение) в Сергачском районе Нижегородской области. Административный центр — город Сергач.

## История
Городское поселение город Сергач образовано законом Нижегородской области от 15 июня 2004 года № 60-З «О наделении муниципальных образований — городов, рабочих посёлков и сельсоветов Нижегородской области статусом городского, сельского поселения», установлены статус и границы муниципального образования.

## Население
| 2002    | 2008    | 2009    | 2010    | 2011    | 2012    | 2013    |
| ------- | ------- | ------- | ------- | ------- | ------- | ------- |
| 22 940  | ↘21 837 | ↘21 719 | ↘21 422 | ↘21 351 | ↘21 114 | ↘20 965 |
| 2014    | 2015    | 2016    | 2017    | 2018    | 2019    | 2020    |
| ↘20 748 | ↘20 554 | ↘20 402 | ↗20 447 | ↘20 298 | ↘20 023 | ↘19 965 |
| 2021    |         |         |         |         |         |         |
| ↗20 265 |         |         |         |         |         |         |

## Состав городского поселения
| № | Населённый пункт | Тип населённого пункта            | Население |
| - | ---------------- | --------------------------------- | --------- |
| 1 | Мостовка         | деревня                           | ↘34       |
| 2 | Сергач           | город, административный центр     | ↗20 256   |
| 3 | Тарталей         | посёлок железнодорожного разъезда | ↘2        |